# Hattersley

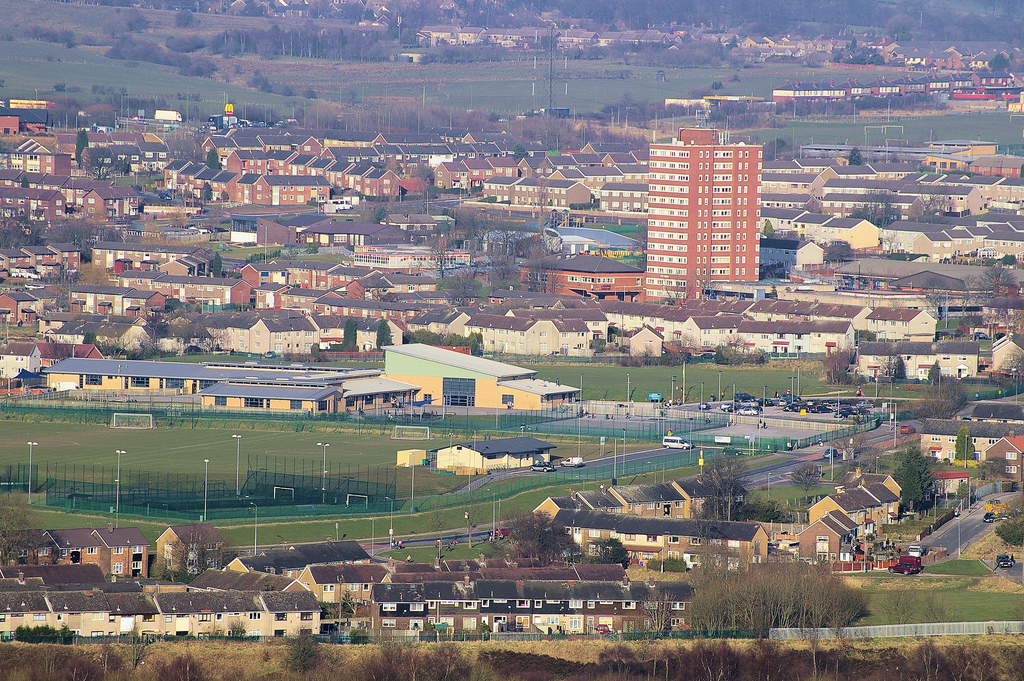
Vue de Hattersley.

Hattersley est un quartier résidentiel de Tameside, dans le Grand Manchester, en Angleterre. Il est situé à l'Est de Hyde et à l'ouest du Peak District National Park.